# Ute Oberhoffner
Ute Oberhoffner z d. Weiß (ur. 15 września 1961 w Ilmenau) – niemiecka saneczkarka reprezentująca NRD, dwukrotna medalistka igrzysk olimpijskich, wielokrotna mistrzostw świata i Europy oraz dwukrotna zdobywczyni Pucharu Świata.
Na igrzyskach olimpijskich w Sarajewie w 1984 roku wywalczyła brązowy medal. Na rozgrywanych cztery lata później igrzyskach w Calgary zdobyła srebro. Na mistrzostwach świata wywalczyła cztery medale. W 1989 zdobyła srebro w drużynie mieszanej. Na swoim koncie ma również trzy medale zdobyte w jedynkach w latach 1983, 1987 oraz 1989. Na mistrzostwach Europy wywalczyła trzy medale, po jednym z każdego koloru. W 1988 została mistrzynią Europy w jedynkach oraz wicemistrzynią w drużynie. W swoim dorobku ma również brąz wywalczony w jedynkach w 1986. W Pucharze Świata pięciokrotnie stała na podium klasyfikacji generalnej, w tym dwukrotnie zdobywając Kryształową Kulę, w sezonach 1982/1983 oraz 1988/1989.
Jej ojciec, Peter Weiß, również był saneczkarzem tak jak i mąż Ute - Bernd Oberhoffner.

## Osiągnięcia

### Igrzyska olimpijskie
| Rok  | Miejsce  | Jedynki |
| ---- | -------- | ------- |
| 1984 | Sarajewo | 3.      |
| 1988 | Calgary  | 2.      |

### Puchar Świata

#### Miejsca na podium w klasyfikacji generalnej
| Sezon     | Miejsce |
| --------- | ------- |
| 1982/1983 | 1.      |
| 1983/1984 | 3.      |
| 1984/1985 | 2.      |
| 1985/1986 | 3.      |
| 1988/1989 | 1.      |